# Agrotis clavigerus
Agrotis clavigerus là một loài bướm đêm trong họ Noctuidae.